# Dário Monteiro
Dário Monteiro   (Maputo, 27 de febrer de 1977) és un exfutbolista moçambiquès de la dècada de 2000.
Fou internacional amb la selecció de futbol de Moçambic.
Pel que fa a clubs, destacà a Académica de Coimbra.
Com a entrenador ha dirigit el Grupo Desportivo de Maputo i la selecció de Moçambic sots 20.